# Puig de Mont-roig
El Puig de Mont-roig és una muntanya de 1.991 metres que es troba entre els municipis de Pardines i de Vilallonga de Ter, a la comarca catalana del Ripollès.
Al cim podem trobar-hi un vèrtex geodèsic (referència 291081001).